# غينزبورو (دائرة انتخابية في المملكة المتحدة)
غينزبورو (بالإنجليزية: Gainsborough)‏ هي إحدى الدوائر الانتخابية في المملكة المتحدة الممثلة في مجلس العموم في برلمان المملكة المتحدة.
عضو البرلمان الذي يمثلها حالياً هو :Mr Edward Leigh (Con).